# Chiesa di San Domenico (Benevento)
La chiesa di San Domenico è una chiesa barocca di Benevento; si trova in Piazza Guerrazzi. Vi è annesso un convento, oggi sede del Rettorato dell'Università degli Studi del Sannio. Il suo giardino ospita l'Hortus Conclusus di Mimmo Paladino.

## Storia
La chiesa e il convento furono fondati nel 1233, in onore della Vergine, San Domenico, Santa Maria Maddalena e San Paolo, da Roffredo Epifanio, famoso giurista beneventano della stirpe dei principi longobardi, come attesta l'epigrafe che si legge all'ingresso della chiesa.
Epifanio, avendo ottenuto dal monastero di San Pietro la chiesa di Santa Maria Antiqua con il terreno confinante, fece dono di tutto ai Domenicani. Questi cedettero poi il convento alle monache del medesimo Ordine.
Intorno a questo convento si trovavano varie chiese, tra cui quella dei Santi Simone e Giuda, che fu dei principi Morra: presso questa chiesa fu sotterrato un pozzo in cui furono sepolti più di 600 beneventani, periti, in una sola giornata, nelle lotte tra Guelfi e Ghibellini.
La chiesa fu completamente ricostruita dopo il terremoto del 5 giugno 1688: a porre la prima pietra, il 15 marzo 1692, fu il cardinale arcivescovo Vincenzo Maria Orsini (futuro papa Benedetto XIII), che la consacrò con solenne rito il 15 aprile 1708.
Fu restaurata dal rettore di Benevento, il sacerdote Vincenzo Velardi, e ribenedetta dal cardinale arcivescovo Alessio Ascalesi il 2 marzo 1923.
Subì notevoli danni negli eventi bellici del 1943, e fu ristrutturata. Altri danni subì nel terremoto dell'Irpinia del 1980: in particolare furono danneggiati alcuni dipinti e statue, che sono stati restaurati dalla Soprintendenza per i beni architettonici e per il paesaggio, per il patrimonio storico artistico e antropologico di Benevento e Caserta.

## Descrizione

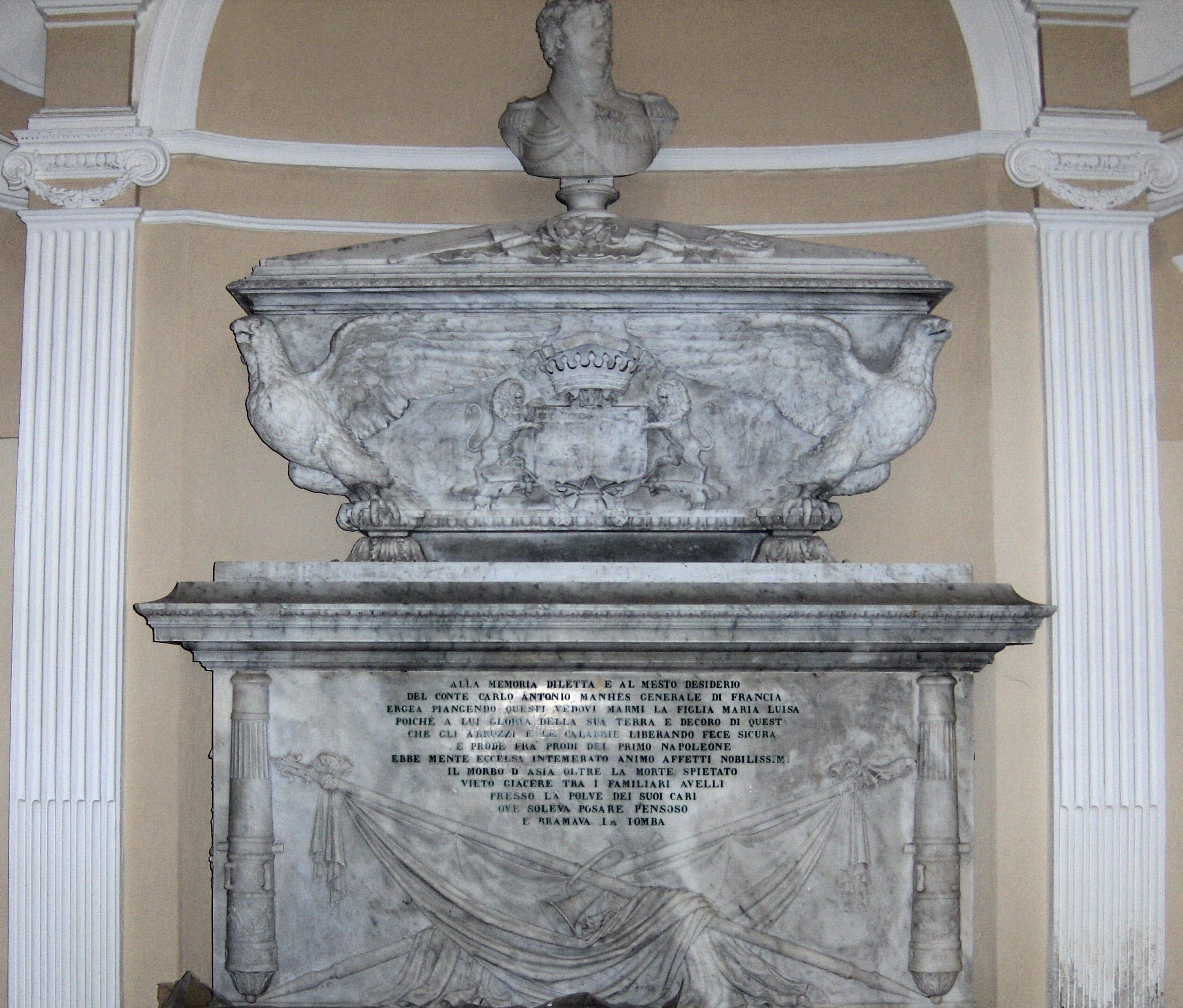
La tomba del generale Manhès

La chiesa ha una pianta a croce latina, con un interno solenne, ornato da pregevoli altari marmorei e decorazioni a stucco abbastanza misurate.
Presenta sul secondo altare a destra una Pala di San Vincenzo di Donato Piperno (XVI secolo). A sinistra dell'altare maggiore è una  Statua lignea di Cristo Risorto di Gennaro Cerasuolo (XVIII secolo).
Inoltre, nel braccio sinistro della crociera, ci sono due monumenti funebri ottocenteschi: del generale napoleonico Charles Antoine Manhès e di Carolina Manhès, rispettivamente opere di Raffaele Beliazzi e di Giuseppe Vaccà.
Di bell'effetto è anche il pronao con colonne antiche. La facciata barocca però, è scomparsa, sostituita da un prospetto riecheggiante motivi classici, in armonia con quello dato al vicino convento allorché, nel 1878, fu trasformato in Palazzo di Giustizia.